# Shenzhou 3
Shenzhou 3 – trzeci lot kosmiczny statku typu Shenzhou.
Lot rozpoczął się 25 marca 2002. Lądowanie nastąpiło 1 kwietnia 2002. W kabinie pojazdu znajdował się manekin ubrany w skafander kosmiczny. Po raz pierwszy rakieta Długi Marsz została wyposażona w system ratowniczy dla Shenzhou. Od samego początku projektu Chińczycy mieli z tym systemem poważne problemy. W tym locie zadziałał zgodnie z oczekiwaniami.